# Marcello Bacciarelli
Marcello Bacciarelli (16. února 1731, Řím – 5. ledna 1818, Varšava) byl italský pozdně barokní a klasicistní malíř působící v Polsku.
Studoval v Římě u Marca Benefiala. Roku 1750 byl povolán do Drážďan, kde pracoval pro saského kurfiřta a zvoleného polského krále Augusta III. Po králově smrti odešel spolu s dalším malířem a svým spolupracovníkem Bernardem Bellottem do Vídně a pak do Varšavy, kde se usadil.